# Matthew Fryatt
Matthew "Matty" Fryatt, né le 5 mars 1986 à Nuneaton, est un footballeur anglais qui évolue au poste d'attaquant.

## Carrière
Matty Fryatt détient deux records. Le premier est son but, le 15 avril 2006, contre Preston North End, qui est le but le plus rapide marqué par Leicester City. Le second est son but, le 10 avril 2009, contre Bournemouth, qui est le but le plus rapide marqué par Walsall.
En juillet 2014, il rejoint Nottingham Forest.

## Palmarès
- Hull City
  - Finaliste de la Coupe d'Angleterre en 2014.
- Leicester City
  - Champion de D3 anglaise en 2009.

## Distinctions personnelles
- Membre de l'équipe type de D3 anglaise en 2009.
- Meilleur joueur de la saison de D3 anglaise en 2009.